# 한국대구화교중고등학교
한국대구화교중고등학교(韓國大邱華僑中學)는 대구광역시 남구에 있는 대한민국 내에 거주중인 화교를 위한 중,고등학교 과정의 외국인학교이다.

## 연혁
- 1958년 9월 1일 : 개교

## 공식 사이트
- 한국대구화교중고등학교 홈페이지 보관됨 2022-08-13 - 웨이백 머신